# Juriniopsis adusta
Juriniopsis adusta là một loài ruồi trong họ Tachinidae.